# St. Georg (Lübeck)

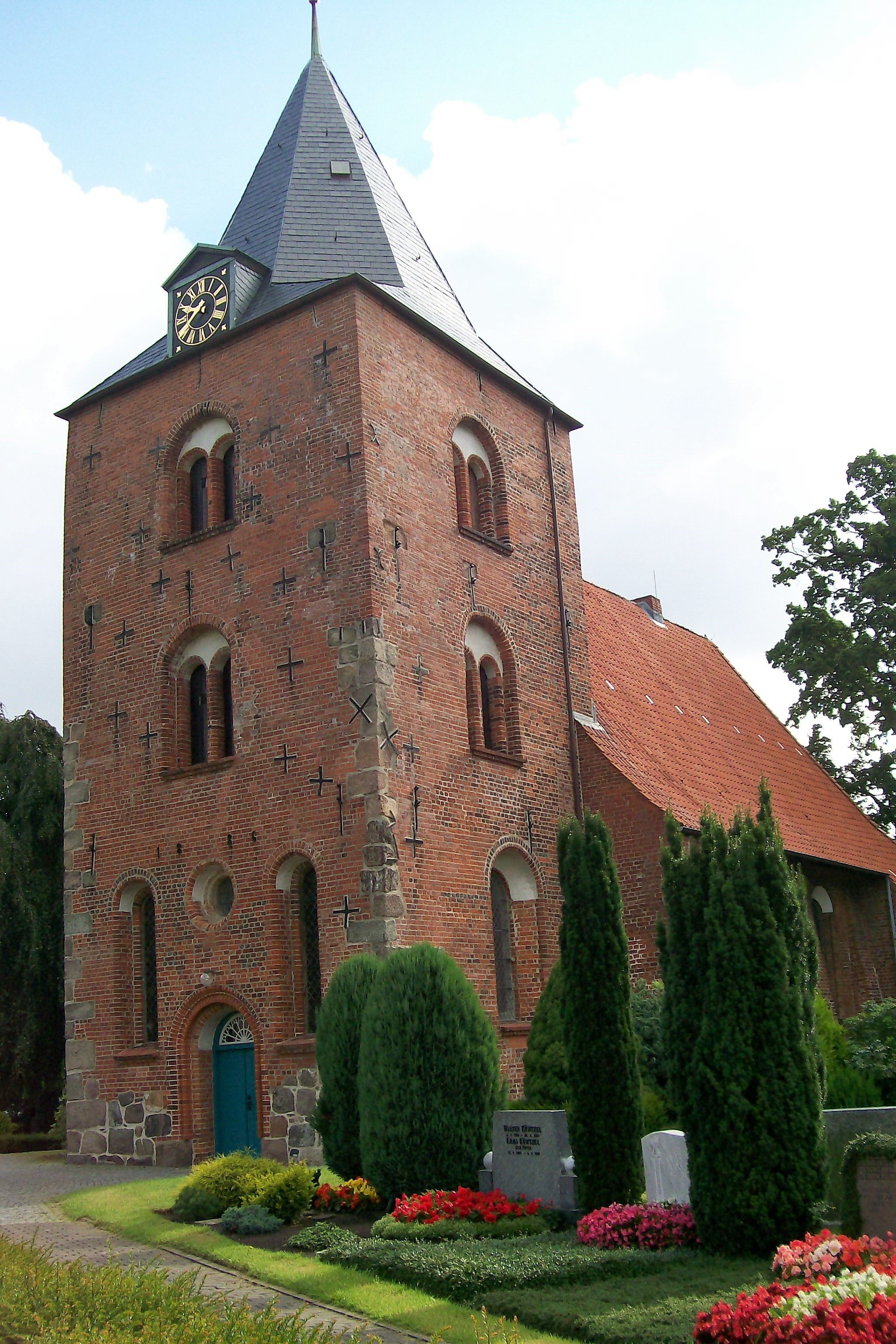
St. Georg, Blick vom Friedhof

St. Georg ist eine backsteingotische Dorfkirche in Genin, einem im Landgebiet der Hansestadt Lübeck gelegenen Dorf, das heute als Ortsteil zum Stadtteil Lübeck-Moisling gehört.

## Geschichte

### Zugehörigkeit zum Lübecker Domkapitel
Die dem Heiligen Georg geweihte Kirche in Genin gehörte wie auch das ganze Dorf Genin dem Lübecker Domkapitel. Bereits 1149 hatte Lübecks Gründer Graf Adolf II. von Schauenburg das Dorf Genin Bischof Vizelin als Ausstattung des dann noch in Oldenburg befindlichen Bistums geschenkt und diese Schenkung 1163 dem Domkapitel bei seiner weiteren Dotierung des Bistums nach dessen Verlegung nach Lübeck unter Bischof Gerold aus Anlass der Stiftung von Dom und Domkapitel 1163 bestätigt. Die endgültige Loslösung von Holstein geschah erst 1326, im Zuge des Baus der Landwehr und des Lübecker Landgrabens. Unter den Kapitel-Kirchdörfern gehörte Genin von diesem Zeitpunkt an bis zur Säkularisation 1803 zur kleinen Gruppe der Landwehrdörfer, also der Kapitel-Kirchdörfer, die innerhalb der Lübecker Landwehr lagen. Erst 1804 gelangte es durch den Vergleich mit dem Herzog von Oldenburg dauerhaft an Lübeck. Als einziges Dorf des Lübecker Domkapitels verfügte Genin mit St. Georg über eine eigene Kirche, sieht man von der Dorfkirche Hamberge einmal ab. Eingepfarrt waren Moisling, Vorrade, Ober- und Nieder-Büssau, Moorgarten und Niendorf.
Aufgrund der Besonderheiten der Reformation in Lübeck, die auch durch die unruhige Wullenwever-Zeit begründet waren, musste der Bischof Eberhard von Holle noch 1561 die Abhaltung katholischer Gottesdienste in St. Georg zusichern. Dabei blieb es bis zum Tod des Pastors Lorenz Brüningk 1584.

### Baugeschichte
Eine Kirche in Genin selbst wird 1286 erstmals urkundlich erwähnt. Zum Kirchspiel gehörten Genin, Oberbüssau, Niederbüssau und Vorrade. Das Gutsdorf Moisling und die gutsherrlichen Dörfer zwischen Trave und Grinau kamen später hinzu.
Die einschiffige Kirche mit polygonalem Chor, der fünf Ecken eines Oktogons zeigt, stammt aus dem 13. Jahrhundert. Quadratische, ebenfalls mit Kreuzgewölbe versehene Anbauten wurden gleichzeitig rechts und links dem zweiten Joch des Chors angefügt. Es wird vermutet, dass die Einwölbung Schwierigkeiten bereitete. Im 15. Jahrhundert wurde die Kirche auf die heutige Länge erweitert. Das Schiff war damals vermutlich flach gedeckt.
Die Kirche wurde um 1600 erneuert. Der wuchtige Kirchturm wurde angebaut und das Kirchenschiff erhöht und verbreitert, so dass es einen fast quadratischen Grundriss erhielt. Für diese erweiterte Saalkirche wurde die Kanzel angeschafft.
Die Decke dieses Neubaus brach bereits 1703 ein und machte einen Wiederaufbau im Stil des Barocks nötig. Die Kosten beschaffte das Domkapitel mittels einer Lotterie und unter einer ebenen Holzbalkendecke erhielt St. Georg nun ein ebenfalls hölzernes Scheingewölbe. In den folgenden Jahren wurde auch das Inventar dem neuen Stil angepasst. 1719 ersetzte man den gotischen Altar durch den heutigen Barockaltar.
1759 ließen die Herren von Gut Moisling und Gut Niendorf sich Emporen an der Nordwand der Kirche anbringen, die sie durch einen separaten Eingang betreten konnten. Die Domherren sicherten sich die mittlere und größte Loge. Eine weitere Empore wurde 1770 neben der Orgelempore errichtet, aber in den 1960er Jahren wieder entfernt.
1973–1978 wurde die Kirche grundlegend renoviert und umgestaltet, wobei die ursprüngliche Ausmalung wiederhergestellt wurde. Altar, Kanzel und Orgelgehäuse wurden von dunklen Übermalungen um 1900 befreit und erhielten ihre ursprüngliche Farbigkeit zurück. 1977 wurde eine neue Orgel angeschafft.

## Ausstattung
Die Kirche hat einen barocken Hochaltar aus Marmor und Holz von 1719, geschaffen in der Werkstatt von Hieronymus Hassenberg in Lübeck. In der Predella stellt ein Relief das Abendmahl Jesu dar. In der Mittelnische darüber befindet sich eine freiplastische Kreuzigungsgruppe. Der Altar war eine Stiftung der Lübecker Kaufmannsfamilie Süverck zum Andenken an den 1717 bei einem Duell ums Leben gekommenen Studenten Hermann Joachim Süverck (1692–1717) aus Dankbarkeit, dass das Domkapitel dem Duellanten eine kirchliche Beisetzung ermöglichte.
Die Taufe aus Sandstein stiftete 1729 der Lübecker Kaufmann Meno Froböse, der als Pastorensohn in Genin aufgewachsen war. Sie ist ein Werk des Lübecker Bildhauers Hermann Andreas Elleroth. Der kleine, einem antiken Altar nachgebildete Taufstein mit entsprechendem Taufdeckel ist von einem Geländer umgeben.
Die Mittellaube der von Johann Adam Soherr errichteten Rokoko-Empore von 1759 war den Domherren und die beiden anderen den Gutsherren von Moisling und Niendorf vorbehalten. Die vollplastische Kreuzigungsgruppe aus Stuck über dem Chorbogen ist aus dem Jahr 1706.
Das St.-Annen-Museum in Lübeck soll die nach der Plünderung während der Lübecker Franzosenzeit mit Ölfarben bemalten, aus Weißblech geschaffenen Altargeräte verwahren, die bis zur Ergänzung 1835 in der Gemeinde in Benutzung waren.

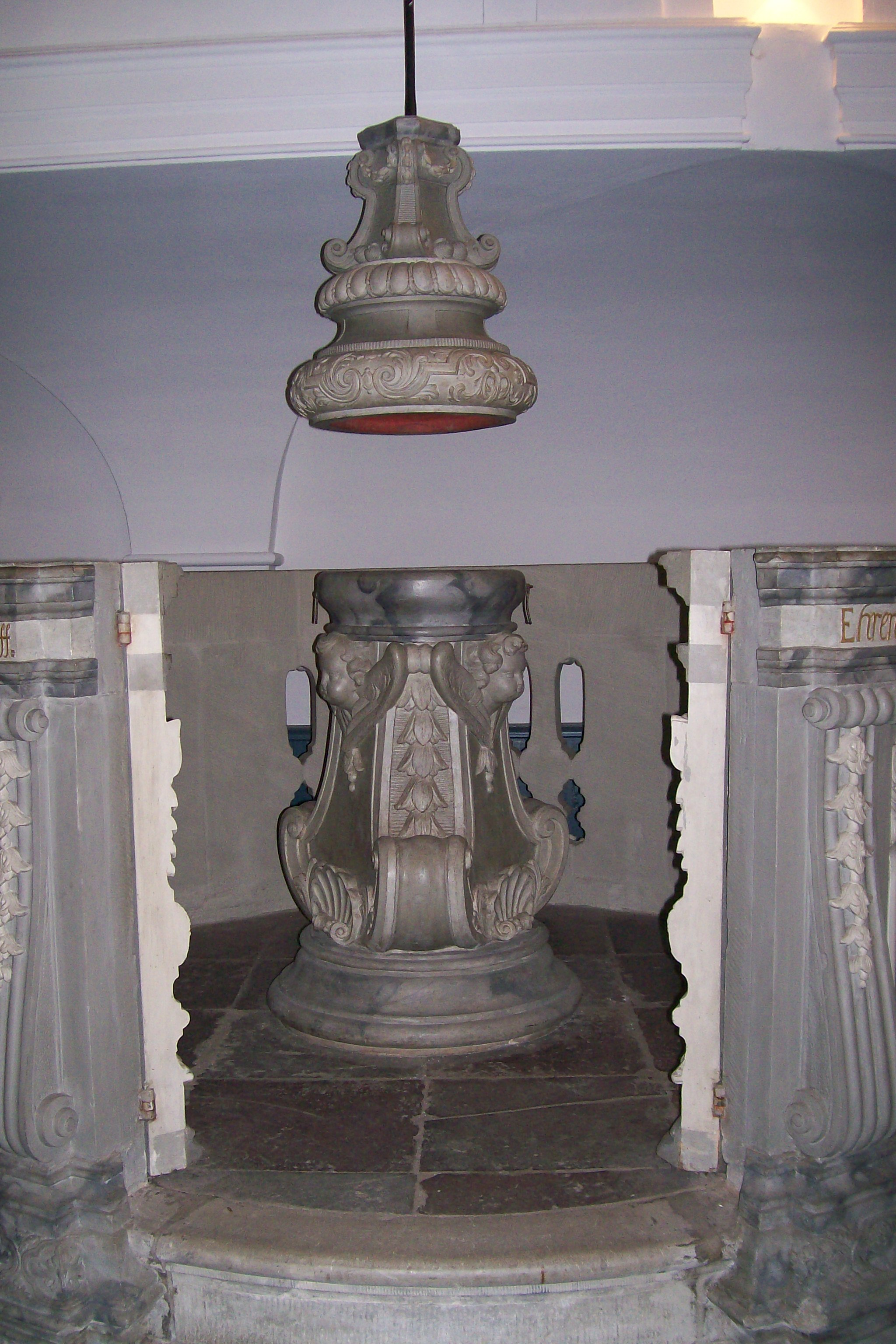
Taufe
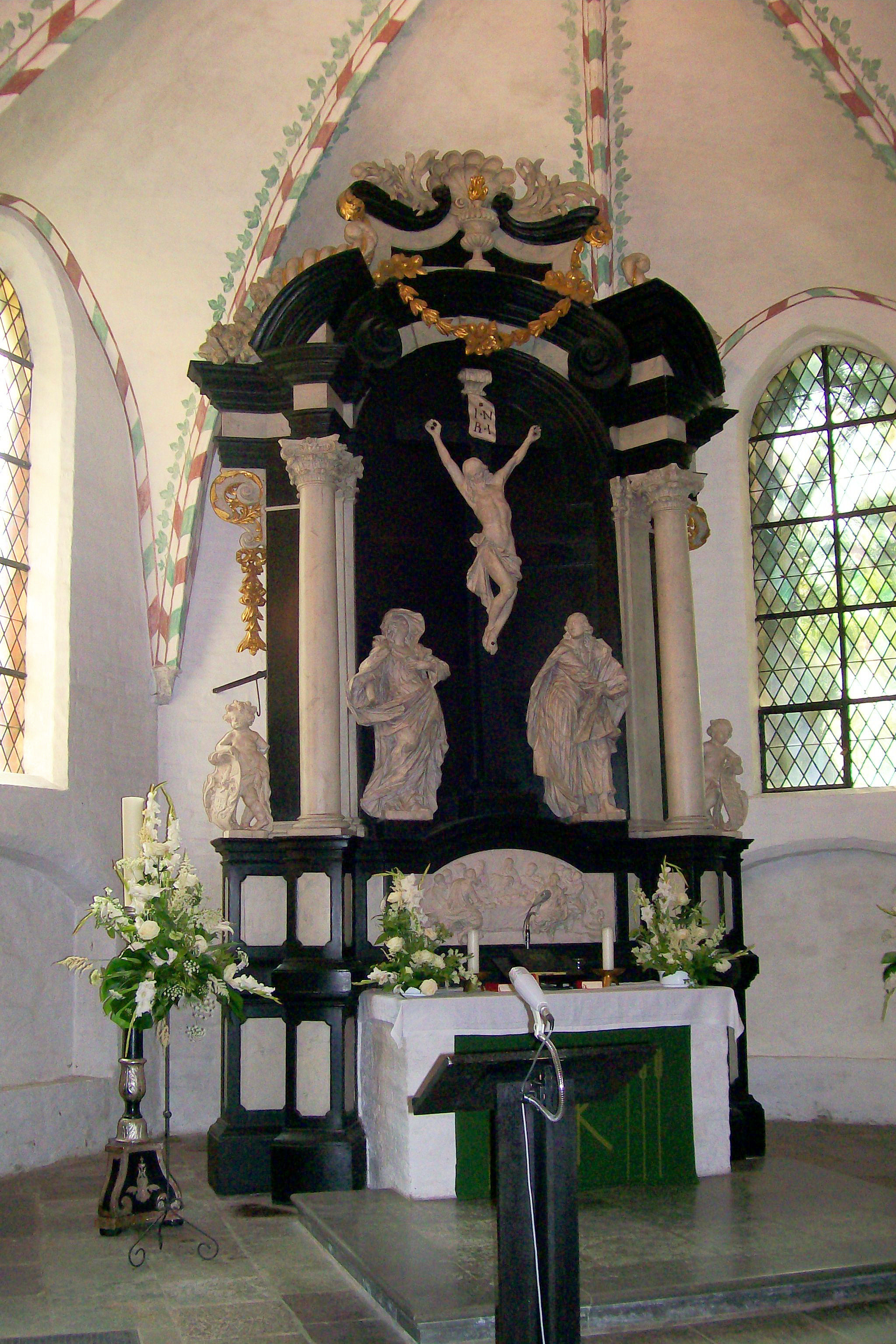
Altar
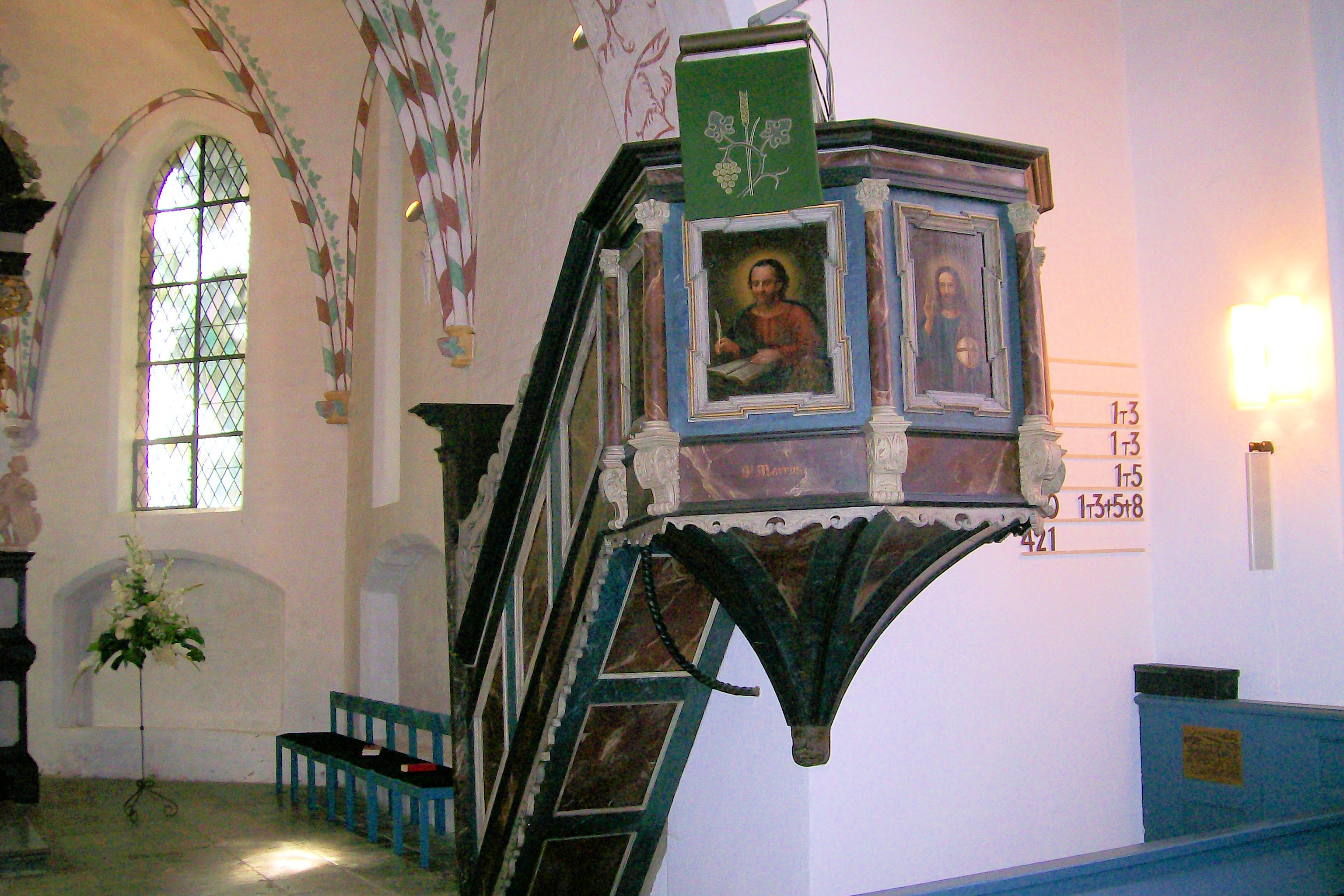
Kanzel

## Glocken
Im Turm hängen drei Glocken. Die älteste Glocke im Turm ist die Predigtglocke von 1661, sie ist zugleich das erste, was in der Chronik der Kirchengemeinde Erwähnung findet. Gegossen wurde sie von den Gießern Nicolaus Gage aus Lothringen, der sich ab 1658 in Lübeck niedergelassen hatte, und von Stephan Wollo, mit Wollo arbeitete Gage für einige Jahre zusammen. Neben dem Wappen des Domkapitels, welches von den Ursprüngen Genins als Lübecker Kapiteldorf zeugt, ziert die Glocke eine besondere Reliefverzierung, bestehend aus Pelikanen und anderen greifartigen Tieren. Die enge Verbundenheit des Domkapitels zu dem Dorf Genin zeigt sich wenige Jahre später mit der Stiftung der Toten- und Kinderglocke. Diese wurde in den Jahren 1683 und 1693 von Arnold Kleimann gegossen, auch sie ist selbstverständlich mit dem Lübecker Domkreuz verziert. Doch beide Instrumente waren bereits wenige Jahrzehnte später gesprungen, weshalb der Lübecker Ratsgießer Johann Hinrich Armowitz im Jahr 1757 vom Domkapitel den Auftrag erhielt, aus den alten Glocken zwei neue mit gleichem Gewicht und Namen zu gießen. Das Wappen des Domkapitels durfte selbstverständlich nicht fehlen. Fasst zweihundertjahre blieben die Glocken unangetastet, bis im Jahr 1940 die kleine Kinderglocke von 1757 zu Kriegszwecken eingeschmolzen werden sollte. Auch die Predigtglocke kam zunächst auf den Glockenfriedhof Hamburg und wurde dort eingelagert. Doch beide Glocken überstanden die Wirren des Krieges und konnten nach Kriegsende nach Genin zurückkehren, jedoch war das Duett seiner Klangkrone beraubt. Bei einer Turmbesteigung einer Konfirmandengruppe im Jahre 1958 entstand die Idee, eine neue Kinderglocke zu stiften. Eine Gedenktafel am Joch des neuen Klangkörpers erinnert an die Historie der Geniner Kinderglocke und den Glockenguss, welcher 1964 bei der Glockengießerei Rincker im hessischen Sinn ausgeführt wurde. Die Inschrift der neuen Kinderglocke, die heute zu Beerdigungen läutet, greift die Jahreslosung von 1964 auf (Wir haben einen Herrn, Jesus Christus, durch welchen alle Dinge sind und wir durch ihn) und fällt damit weniger aus der Reihe als die melancholisch-eindrückliche, aber durchaus erwähnenswerte Inschrift der alten Kinderglocke (Hier ruft der Tod, es stirbt ein Kind. Er ruft aus tönendem Metalle. Ein Kind verblasst, was trotzt ihr alle! Ihr hört, dass Menschen sterblich sind.) Die Rincker-Glocke darf durchaus als gelungenes Instrument mit vollem Ton bezeichnet werden, doch ihr Klang steht im Vollgeläute ein wenig zu sehr im Vordergrund (wohl auch mangelnder Intonation geschuldet). Zugleich kann sie aber die klanglichen Schwächen der Predigtglocke, welche durch diverse Beschädigungen bei der Abnahme im Zweiten Weltkrieg passierten, gut ausgleichen.
| Nr. | Name          | Schlagton | Gießer, Gussort                 | Gussjahr | Durchmesser (mm) | Gewicht (kg) |
| --- | ------------- | --------- | ------------------------------- | -------- | ---------------- | ------------ |
| 1   | Totenglocke   | es1+1     | Johann Hinrich Armowitz, Lübeck | 1757     | 1186             | 950          |
| 2   | Predigtglocke | ges1–8    | Stephan Wollo & Nicolaus Gage   | 1661     | 1055             | 672          |
| 3   | Kinderglocke  | b1+7      | Glockengießerei Rincker, Sinn   | 1964     | 892              | 510          |

## Orgel

### Orgel (1905)

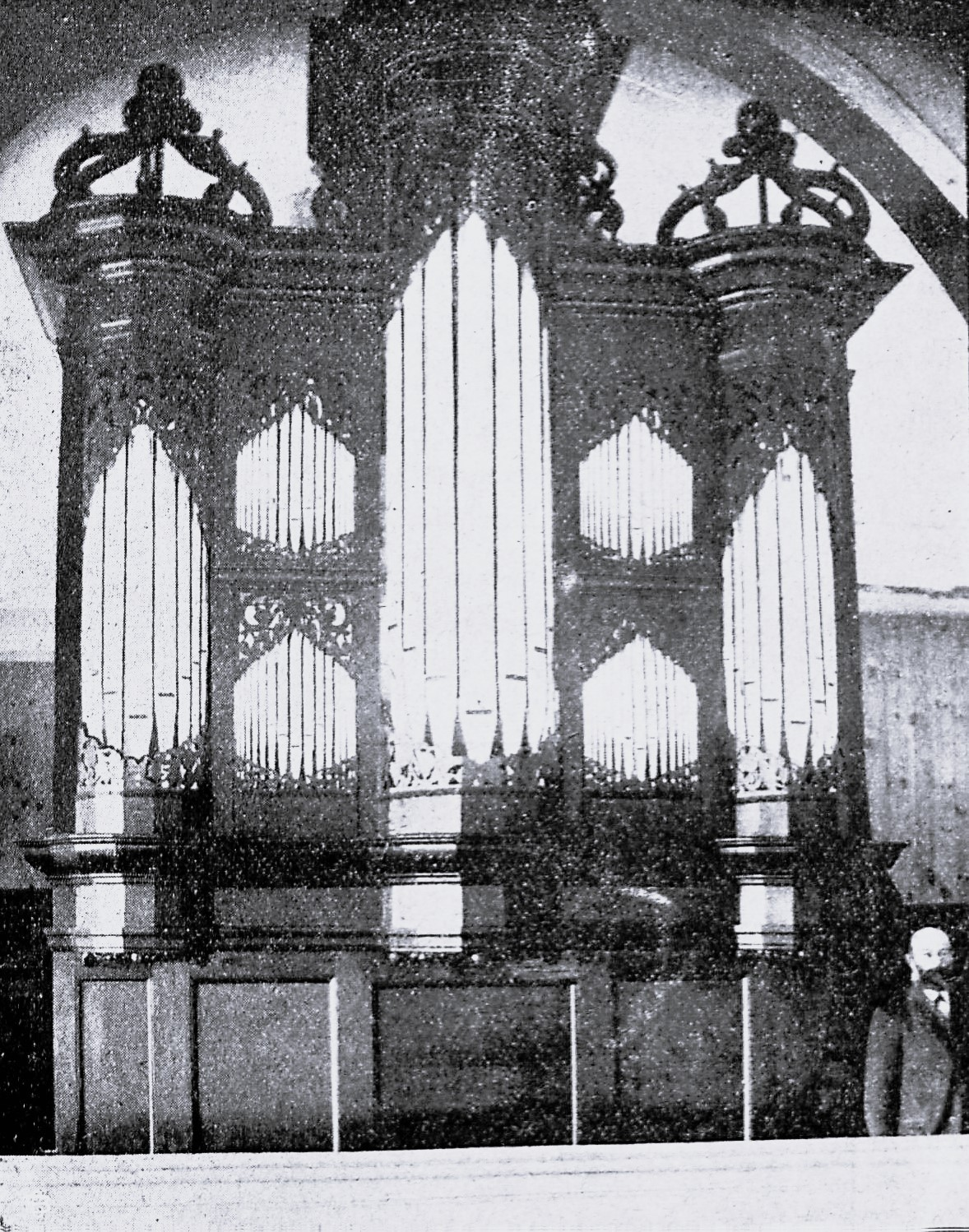
Lichtwark vor der Orgel

Von der über 200 Jahre alten Orgel, über deren Bau waren weder Angaben bei deren Abbruch noch in Kirchenakten auffindbar, war lediglich deren wertvolle Fassade einbehalten worden. Deren greller Ölfarbenanstrich, der in den vorhergehenden Jahrhundert manches Kunstwerk entstellte, war entfernt und der dunkle Naturton des alten Eichenholzes wiederhergestellt worden.
Der früher mitten vor der Orgel befindliche Sitz befand sich nun an der rechten Seite. Hierdurch wurde zum einen für die Aufstellung des Chores Platz gewonnen, zum anderen wurde zugleich dem Organisten das Verfolgen der liturgischen Handlungen erleichtert.
Das neue Instrument verfügte über 15 klingende Stimmen auf zwei Manualen und einem Pedal und die Stärke der Intonation war auf den Raum der Kirche abgestimmt. Die Ausstattung bestand mit einer freien und drei festen Kombinationen aus einer Spieleinrichtung mit 4 Koppeln.
Karl Lichtwark nahm am Dienstag, den 18. April 1905 um 3 Uhr Nachmittags die Orgel der Firma Kempper & Sohn ab. Orgeln der Firma standen zu dieser Zeit unter anderem auch auf dem Chor der Marienkirche, in Nusse, im Lehrer-Seminar und in der Ernestinenschule.

### Orgel (1976–1977)

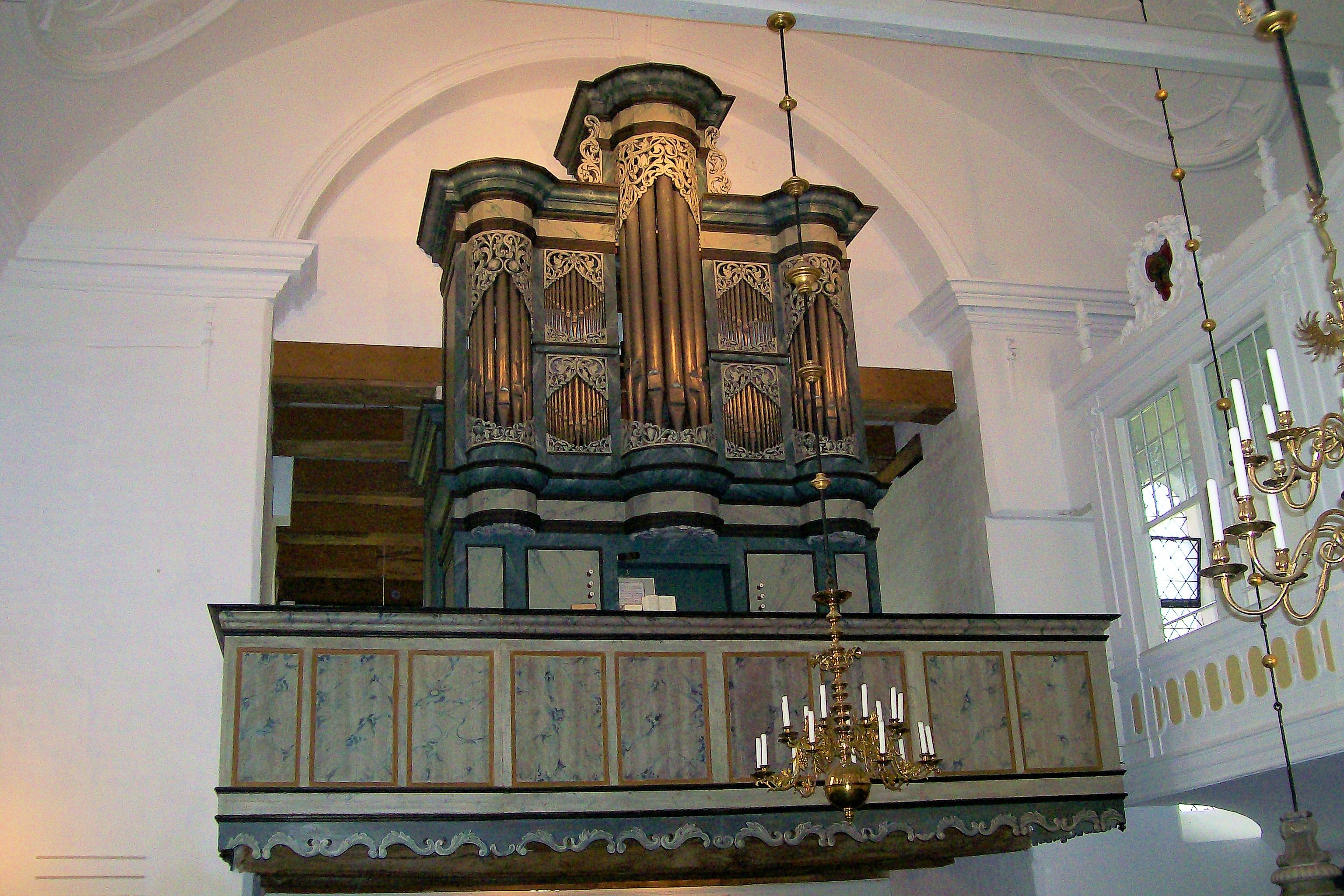
Orgel

Hinter dem historischen Orgelprospekt, der vermutlich aus dem Anfang des 18. Jahrhunderts stammt, wurde in den Jahren 1976–1977 von der Orgelbaufirma Emanuel Kemper und Martin Bober ein neues Orgelwerk errichtet. Das Instrument hat 16 Register (Doppelkanzellen-Lade) auf zwei Manualen und Pedal. Die Trakturen sind mechanisch.
| I Hauptwerk C–g3 |                 |       |
| 1.               | Prinzipal       | 8′    |
| 2.               | Spitzflöte      | 8′    |
| 3.               | Oktave          | 4′    |
| 4.               | Rohrflöte       | 4′    |
| 5.               | Waldflöte       | 2′    |
| 6.               | Sesquialtera II | 2 ⁄3′ |
| 7.               | Mixtur IV       |       |
|                  | Tremulant       |       |

| II Brustwerk C–g3 |            |       |
| 8.                | Gedackt    | 8′    |
| 9.                | Blockflöte | 4′    |
| 10.               | Prinzipal  | 2′    |
| 11.               | Quinte     | 1 ⁄3′ |
| 12.               | Oboe       | 8′    |
|                   | Tremulant  |       |

| Pedal C–f1 |           |     |
| 13.        | Subbass   | 16′ |
| 14.        | Oktavbass | 8′  |
| 15.        | Oktave    | 4′  |
| 16.        | Fagott    | 16′ |

- Koppeln: II/I, I/P, II/P.

## Pastoren
- 1765–1801: Johann David Polchow
- 1959–1978: Martin Hesekiel